# Drafty, Isn't It?
 (février 2025).
Si vous disposez d'ouvrages ou d'articles de référence ou si vous connaissez des sites web de qualité traitant du thème abordé ici, merci de compléter l'article en donnant les références utiles à sa vérifiabilité et en les liant à la section « Notes et références ».
Pour plus de détails, voir Fiche technique et Distribution.
Drafty, Isn't It? est un film d'animation américain réalisé par Chuck Jones, sorti en 1957.

## Fiche technique
- Réalisation et scénario : Chuck Jones
- Producteur : Edward Selzer
- Société de production : Warner Bros. Cartoons
- Musique : Carl W. Stalling
- Durée : 11 min
- Date de sortie : 
  - États-Unis : 1957

## Distribution
- Daws Butler : voix